# Labocania
Genre
Espèce
Labocania est un genre fossile de dinosaures théropodes carnivores du Crétacé supérieur retrouvé en Basse-Californie, au Mexique. Sa taille est estimée de 9 à 10 mètres de longueur pour une masse de 1,5 tonne.
L'espèce-type, Labocania anomala, est décrite par Ralph Molnar en 1974. Elle est basée sur l'holotype LACM 20877, retrouvé dans une strate datée du Campanien de la formation géologique de La Bocana Roja (en). Les restes sont constitués de fragments très altérés de crâne dispersés sur environ deux mètres carrés. Ils étaient mélangés à des restes de Hadrosauroidea.

## Histoire
À l'été 1970, la National Geographic Society et le Musée d'histoire naturelle du comté de Los Angeles organisent une expédition paléontologique conjointe à Arroyo del Rosario, en Basse-Californie, menée par William J. Morris. Lors des fouilles, le bénévole Harley James Garbani découvre le squelette d'un théropode au nord de Punta Baja, près de Cerro Rayado. L'espèce-type, Labocania anomala, est décrite par Ralph Molnar en 1974. Le nom générique fait référence à la formation géologique de La Bocana Roja (en) (« l'estuaire rouge »). Le nom spécifique signifie « anormal » en latin.